# Manuelito Uetimane
Manuel Zacarias Uetimane znany jako Manuelito Uetimane (ur. 19 kwietnia 1989 w Matoli) – mozambicki piłkarz grający na pozycji pomocnika. W swojej karierze rozegrał 18 meczów w reprezentacji Mozambiku.

## Kariera klubowa
Swoją karierę piłkarską Uetimane rozpoczął w klubie CD Costa do Sol. W sezonie 2007 zadebiutował w jego barwach w pierwszej lidze mozambickiej. W debiutanckim sezonie wywalczył z nim dublet - mistrzostwo i Puchar Mozambiku. W latach 2008–2009 grał w Atlético Muçulmano. W sezonie 2008 zdobył z nim krajowy puchar oraz został wicemistrzem kraju. W latach 2010–2011 był piłkarzem CD Maxaquene, z którym w obu sezonach, 2010 i 2011, został wicemistrzem Mozambiku. W latach 2012–2016 ponownie występował w CD Costa do Sol. W 2015 roku został wicemistrzem kraju. W 2017 roku był graczem Ferroviário Nampula, a w 2018 w ENH Vilankulo, w którym zakończył karierę.

## Kariera reprezentacyjna
W reprezentacji Mozambiku Uetimane zadebiutował 8 października 2011 w wygranym 3:0 meczu kwalifikacji do Pucharu Narodów Afryki 2012 z Komorami, rozegranym w Matoli. Od 2011 do 2014 rozegrał w kadrze narodowej 18 meczów.